# Pallacanestro femminile ai IV Giochi panamericani
Il Campionato femminile di pallacanestro ai IV Giochi panamericani si è svolto dal 22 aprile al 3 maggio 1963 a San Paolo, in Brasile, durante i IV Giochi panamericani. La vittoria finale è andata alla nazionale statunitense.

## Squadre partecipanti
- Brasile
- Canada
- Cile
- Stati Uniti

## Girone unico con andata e ritorno
| Squadra     | G | V | P | PF  | PS  | DP   |
| ----------- | - | - | - | --- | --- | ---- |
| Brasile     | 6 | 5 | 1 | 433 | 303 | +130 |
| Stati Uniti | 6 | 5 | 1 | 394 | 265 | +129 |
| Cile        | 6 | 2 | 4 | 286 | 368 | -82  |
| Canada      | 6 | 0 | 6 | 247 | 424 | -177 |

## Risultati

### Andata
| San Paolo 22 aprile 1963, ore 20:00       | Stati Uniti | 72 – 44 (36-23) | Cile |  |
| \| \| \| \| \| Crawford 14 \| Punti \| \| |             |                 |      |  |
|                                           |             |                 |      |  |
| Crawford 14                               | Punti       |                 |      |  |

| San Paolo 22 aprile 1963, ore 21:30 | Brasile | 98 – 59 (48-24) | Canada |  |

| San Paolo 24 aprile 1963, ore 19:00       | Stati Uniti | 79 – 39 (45-10) | Canada |  |
| \| \| \| \| \| Crawford 17 \| Punti \| \| |             |                 |        |  |
|                                           |             |                 |        |  |
| Crawford 17                               | Punti       |                 |        |  |

| San Paolo 24 aprile 1963, ore 20:30 | Brasile | 92 – 42 | Cile |  |

| San Paolo 26 aprile 1963, ore 20:00 | Cile | 60 – 42 (32-16) | Canada |  |

| San Paolo 26 aprile 1963, ore 21:30       | Stati Uniti | 70 – 59 (28-35) | Brasile |  |
| \| \| \| \| \| Crawford 25 \| Punti \| \| |             |                 |         |  |
|                                           |             |                 |         |  |
| Crawford 25                               | Punti       |                 |         |  |

### Ritorno
| San Paolo 28 aprile 1963, ore 16:30    | Stati Uniti | 57 – 37 | Cile |  |
| \| \| \| \| \| Horky 12 \| Punti \| \| |             |         |      |  |
|                                        |             |         |      |  |
| Horky 12                               | Punti       |         |      |  |

| San Paolo 28 aprile 1963, ore 20:00 | Brasile | 60 – 40 | Canada |  |

| San Paolo 1º maggio 1963, ore 15:00    | Stati Uniti | 68 – 21 (38-8) | Canada |  |
| \| \| \| \| \| Horky 14 \| Punti \| \| |             |                |        |  |
|                                        |             |                |        |  |
| Horky 14                               | Punti       |                |        |  |

| San Paolo 1º maggio 1963, ore 20:00 | Brasile | 59 – 44 | Cile |  |

| San Paolo 2 maggio 1963, ore 20:30 | Cile | 59 – 46 | Canada |  |

| San Paolo 3 maggio 1963, ore 20:00        | Brasile | 65 – 48     | Stati Uniti | (30.000 spett.) |
| \| \| \| \| \| \| Punti \| 17 Crawford \| |         |             |             |                 |
|                                           |         |             |             |                 |
|                                           | Punti   | 17 Crawford |             |                 |

## Spareggio
| San Paolo 4 maggio 1963, ore 20:30        | Stati Uniti | 59 – 43 (25-14) | Brasile |  |
| \| \| \| \| \| Crawford 22 \| Punti \| \| |             |                 |         |  |
|                                           |             |                 |         |  |
| Crawford 22                               | Punti       |                 |         |  |

## Classifica finale
| Pos. | Squadra     | Formazione |
| ---- | ----------- | --- |
|      | Stati Uniti | Stati UnitiBarding, Coble, Crawford, Fiete, Horky, Masten, Nerren, Rogers, Schwarz, Scott, Switzer, Williams, All. John Head              |
|      | Brasile     | BrasileAngelina, Delcy, Diva, Marly, Amelinha, Heleninha, Maria Helena, Marlene, Nadir, Neuci, Nilza, Norminha, All. Mário Amâncio Duarte |
|      | Cile        | CileBoisset, Carreño, A. Echagüe, S. Echagüe, Faúndez, Pauchard, Quezada, Romero, Silva, Reyes, Velásquez, Villarreal, All. -             |
| 4.   | Canada      | CanadaBeach, Coward, Currie, Farrell, MacDonald, Mamuza, McDermott, Shepherd, Thomson, Whitehead, All. Gordie McDonald                    |